# Somdev Devvarman
Somdev Devvarman (Guwahati, 13 februari 1985) is een professioneel Indiase tennisser uit Guwahati.
Devvarman speelde voor zijn profcarrière college tennis in de Verenigde Staten.
Devvarman won op de Gemenebestspelen in 2010 een gouden medaille in het enkelspel door in de finale de Australiër Greg Jones te verslaan.En ook in 2010 was Devvarman succesvol op de Aziatische Spelen door daar zowel het enkel als het dubbelspel te winnen.

## Palmares
| Legenda                       | Legenda               |
| ----------------------------- | --------------------- |
| Grand Slam                    |                       |
| Olympische Spelen             |                       |
| tot 2009                      | vanaf 2009            |
| Tennis Masters Cup            | ATP Finals            |
| ATP Masters Series            | ATP Tour Masters 1000 |
| ATP International Series Gold | ATP Tour 500          |
| ATP International Series      | ATP Tour 250          |

### Enkelspel
| Nr.              | Datum           | Toernooi       | Ondergrond | Tegenstander in finale | Score         | Details |
| ---------------- | --------------- | -------------- | ---------- | ---------------------- | ------------- | ------- |
| Verloren finales |                 |                |            |                        |               |         |
| 1.               | 11 januari 2009 | Chennai Open   | Hardcourt  | Marin Čilić            | 4-6, 6-7(3)   | Details |
| 2.               | 6 februari 2011 | SA Tennis Open | Hardcourt  | Kevin Anderson         | 6-4, 3-6, 2-6 | Details |

## Prestatietabel
| Legenda | Legenda                          |
| ------- | -------------------------------- |
| g.t.    | geen toernooi gehouden           |
| l.c.    | lagere categorie                 |
| –       | niet deelgenomen                 |
| G       | uitgeschakeld in de groepsfase   |
| 1R      | uitgeschakeld in de eerste ronde |
| 2R      | uitgeschakeld in de tweede ronde |
| 3R      | uitgeschakeld in de derde ronde  |
| 4R      | uitgeschakeld in de vierde ronde |
| KF      | uitgeschakeld in de kwartfinale  |
| HF      | uitgeschakeld in de halve finale |
| F       | de finale verloren               |
| W       | het toernooi gewonnen            |
| w-v     | winst/verlies-balans             |

### Grand Slams (enkelspel)
| Toernooi        | 2009 | 2010 | 2011 | 2012 | 2013 |
| --------------- | ---- | ---- | ---- | ---- | ---- |
| Australian Open | –    | –    | 1R   | –    | 2R   |
| Roland Garros   | –    | 1R   | 1R   | –    |      |
| Wimbledon       | –    | –    | 2R   | –    |      |
| US Open         | 2R   | 1R   | 1R   | 1R   |      |

### Grand Slams (dubbelspel)
| Toernooi        | 2011 |
| --------------- | ---- |
| Australian Open | 1R   |
| Roland Garros   | 1R   |
| Wimbledon       | 2R   |
| US Open         | –    |